# ماکسیم افینوگنوف
ماکسیم افینوگنوف (Макси́м Серге́евич Афиноге́нов؛ زادهٔ ۴ سپتامبر ۱۹۷۹) بازیکن هاکی روی یخ اهل روسیه است.